# الیدا (ایندیانا)
الیدا، ایندیانا (به انگلیسی: Alida, Indiana) یک منطقهٔ مسکونی در ایالات متحده آمریکا است که در ایندیانا واقع شده‌است.

## خصوصیات
الیدا ۲۳۸٫۰۵ متر بالاتر از سطح دریا واقع شده‌است.